# Batalla de Los Loros
La Batalla de Los Loros fue un episodio bélico de la Revolución de 1859, que tuvo lugar el 14 de marzo en las cercanías de La Serena, Chile.

## Antecedentes
En 1851, las provincias de Concepción y Coquimbo se rebelaron en contra del fraude electoral y el cohecho que representó el triunfo de Manuel Montt Torres como Presidente de la República. Después de varios meses de combates la rebelión fue sofocada, permitiendo el establecimiento del gobierno Conservador.
Sin embargo, a partir de 1856 los opositores comenzaron una reorganización. En el norte, la explotación de yacimientos mineros otorgó cierto estatus económico a importantes familias de Copiapó y La Serena, para las cuales el sistema centralizado de la economía les impedía desarrollar negocios productivos, siendo además fuente de disgusto que la mayoría de las entradas que las provincias generaban fueran a parar a las arcas fiscales, siendo mayoritariamente ocupadas en financiar obras de infraestructura en Santiago y Valparaíso, siendo las provincias relegadas.
El hecho que determinó el estallido de la revolución fue la proposición de la candidatura de Antonio Varas, ministro de Montt, a la presidencia de la República, que contaba con la oposición desde los sectores más conservadores a los liberales. Para los sectores opositores, Varas era el principal articulador de la represión del gobierno y su posible triunfo suponía para los nortinos un gobierno más autoritario que el existente al momento.
Ante lo que parecía un triunfo seguro de Varas, ayudado por la intervención gubernamental, varios grupos radicales y liberales planificaron un golpe de Estado con el objetivo de sacar a Montt del poder e instaurar una nueva institucionalidad. Destacaron en estos grupos las figuras de Manuel Antonio Matta, Isidoro Errázuriz y los hermanos Gallo Goyenechea, en especial Pedro León. Ante esta situación, el gobierno declaró el estado de sitio en toda la República.
Aquí surge la figura legendaria de Pedro León Gallo: Junto con dedicarse a los negocios familiares en Copiapó, Pedro León Gallo continuó con sus actividades políticas. Elegido regidor, fue destituido por el intendente debido a un incidente protagonizado por el jefe de la policía de la ciudad a quien Gallo recriminó al aplicar castigos a gendarmes con cepos en la plaza pública, acto avalado por la intendencia.
Esto gatilló un cambio en su percepción sobre el gobierno de Montt, comenzando a frecuentar reuniones de opositores en el norte y en la capital, quienes ya proyectaban una revolución. Dio a conocer sus opiniones políticas en las páginas del periódico El Copiapino.
Como político revolucionario, organizó una fallida sublevación en contra del gobierno conservador de Manuel Montt en 1859: su junta política, que agrupó a ciudadanos descontentos con el gobierno, logró popularidad a nivel regional, se apoderó de Copiapó e incluso consiguió armar a un mediano ejército con recursos propios y con otros aportes de la burguesía minera revolucionaria.
El 5 de enero de 1859, en Copiapó, San Felipe, Valparaíso y Concepción, se produjo un alzamiento que, con el correr de los días, se extendió a Talca y Chillán. Salvo en Atacama, los focos revolucionarios fueron sometidos al poco tiempo. El Estado central de inmediato aumentó el tamaño de las fuerzas armadas, de 2750 al inicio de la revuelta a más de 7000.

## Desarrollo
Las fuerzas revolucionarias, lideradas por Pedro León Gallo, avanzaban hacia el sur provenientes desde Copiapó. En los días anteriores acamparon en el pueblo de La Higuera, donde esperaron que se les unieran fuerzas rezagadas por la dura ruta efectuada por el desierto. Hasta allí llegó un destacamento de caballería del regimiento Granaderos del Ejército Gobiernista, los cuales fueron rechazados tras un corto combate con la caballería revolucionaria.
Para los días posteriores fue clave la presencia de Pedro Pablo Muñoz Godoy, rico minero dueño de La Higuera y antiguo revolucionario en 1851, organizó a sus trabajadores como soldados, además de suministrar apoyo logístico y mulares de carga.
Por su parte, las tropas del gobierno salieron del sector de Las Compañías (al norte de La Serena) con tal de enfrentar a los revolucionarios, al mando del teniente coronel José María Silva Chávez, reputado entonces como el mejor táctico del Ejército de Chile y que había dicho al mismo presidente Montt que sofocaría la rebelión en el norte, incluso burlándose de su enemigo: "Ese no es un Gallo, si no un pollo. Ya lo verá usted".
La noticia del combate en La Higuera se conoció por boca de los dispersos granaderos y las noticias de la puesta en marcha de la fuerza enemiga, precipitó a Silva Chávez a salir a cortar a las tropas de Gallo.

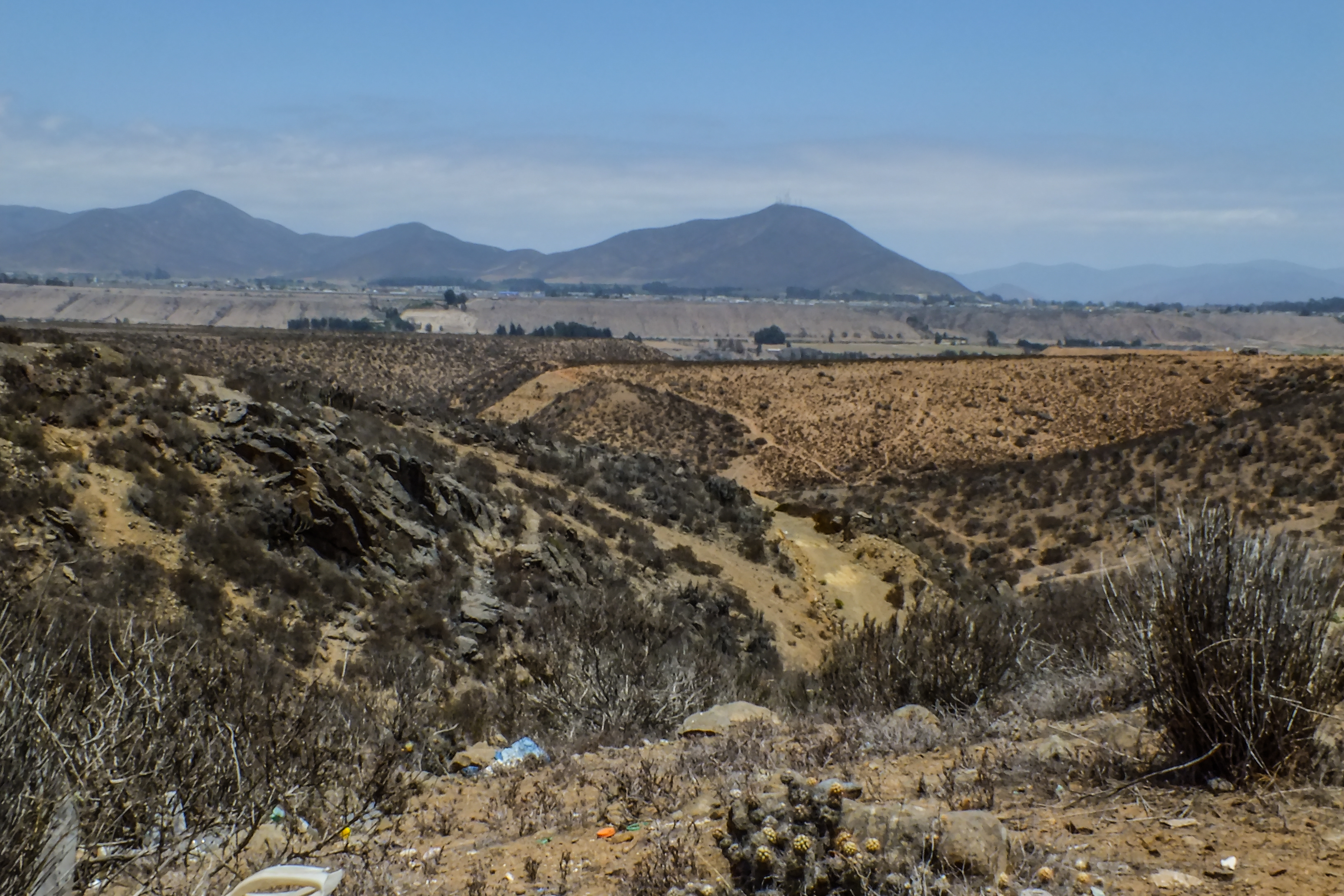
Quebrada de Los Loros, donde ocurrió la batalla

Eran las 06:00 horas del día lunes 14 de marzo de 1859, cuando se dio inicio a las acciones militares. El campo de batalla fue la quebrada Los Loros a los pies del cerro Brillador.
Las tropas revolucionarias, lideradas por Pedro León Gallo, Vicente Zorrilla y Pedro Pablo Muñoz, se ubicaron en la ladera este de la quebrada, mientras que las tropas del gobierno se apostaron en el sector oeste al mando del depuesto intendente teniente coronel José María Silva Chávez con 300 regulares en Monte Amargo más cientos de irregulares que no contaban con entrenamiento militar. Las fuerzas opuestas se dispusieron a ambos lados de la quebrada de Los Loros con esta misma al medio separándolos.
El combate se mantuvo bastante equilibrado hasta que los cañones norteños empezaron a bombardear las líneas gubernamentales aprovechando León Gallo para lanzar un ataque general con su infantería con bayonetas, destacando un batallón de 100 zuavos. Las tropas del gobierno resistieron bastante bien el asalto por lo que los rebeldes empezaron a utilizar sus corvos masacrando en el combate cuerpo a cuerpo a sus enemigos forzándolos a huir definitivamente a La Serena a alrededor de las 12:00 (hora local).
Los insurrectos ingresaron a La Serena a las 15:30 (hora local) en marcha triunfal, siendo recibido con alegría por el vecindario. Allí capturaron 4 cañones que se encontraban en manos del gobierno y tomaron 300 prisioneros. Las derrotadas tropas del gobierno huyeron hacia Coquimbo, en donde se embarcaron en la Esmeralda. Las tropas a caballo siguieron su camino por tierra hacia el sur.
Numerosas familias abrieron sus salones para recibir a los numerosos heridos, siendo uno de ellos la casa de Victoriano Martínez, antiguo militar de las guerras de Independencia y contra la Confederación Perú-Boliviana. Martínez había sido revolucionario en 1851 donde defendió a la ciudad del ataque gobiernista. Sus hijos Marcial y Arístides, serían importantes diplomáticos y militares de la Guerra del Pacífico.
La Serena quedó bajo el mando de los revolucionarios hasta la batalla de Cerro Grande, la cual significó la derrota de las fuerzas de Pedro León Gallo y el fin de la revolución.
Gallo ordenó respetar la ciudad y amenazó con castigos severos a los que atentasen contra la vida y propiedades de los vecinos, lo que fue respetado por la tropa y oficialidad.